# Pichincha
A Pichincha egy aktív rétegvulkán az Andokban, Ecuadorban, Quito mellett.
1999. októberben a vulkán kitört és több centiméter vastag hamuréteggel borította be a várost. Korábban csak 1660-ban volt nagyobb kitörés. A hegy két legmagasabb csúcsa a Guagua (4794 m) és a Rucu (4698 m). Az aktív kaldera a Guaguában van, a hegy nyugati oldalán. Mindkét csúcs látszik Quitóból és könnyen megmászható. A Guaguát általában a Quitón kívüli Lloa faluból közelítik meg.
1822. május 24-én a latin-amerikai függetlenségi háborúban a helyi hadsereg a Pichincha oldalain győzte le a spanyol hadsereget.

## Külső hivatkozások
- https://web.archive.org/web/20060906002849/http://www.igepn.edu.ec/vulcanologia/pichincha/pichincha.htm
- CVO honlap – Ecuador vulkánjai Archiválva 2012. december 14-i dátummal az Archive.is-en
- Pichincha – Quito, ernyős repülés, 2003 Archiválva 2006. április 21-i dátummal a Wayback Machine-ben
- Pichincha: Etymology Archiválva 2006. május 16-i dátummal a Wayback Machine-ben
- Fényképek az Andokról